# Hugo von Marck
Hugo Marck, später von Marck, (* 7. Januar 1851 in Liegnitz; † 17. Februar 1924 in Greifswald) war ein deutscher Jurist und Versicherungs-Syndikus.

## Leben
Marck entstammte einer assimilierten, großbürgerlichen jüdischen Familie. Siegfried Marck war ein Verwandter. Er studierte Rechtswissenschaften an der Schlesischen Friedrich-Wilhelms-Universität Breslau und der Georg-August-Universität Göttingen. Als Unteroffizier nahm er am Deutsch-Französischen Krieg teil. Am 2. Juli 1872 wurde er in das Corps Marcomannia Breslau recipiert. In Göttingen wurde er 1878 zum Dr. jur. promoviert. Er trat in den preußischen Justizdienst und war von 1884 bis 1901 Staatsanwalt in Greifswald. Nach dem Ausscheiden aus dem Staatsdienst wurde er Syndicus der Hagel & Feuerversicherungsgesellschaft zu Greifswald und in der Folge Mitglied im Versicherungsbeirat beim Aufsichtsamt für Privatversicherung in Berlin. Seit 1898 lehrte er als ordentlicher Honorarprofessor für Militärstrafrecht und Versicherungsrecht an der Königlichen Universität zu Greifswald. Er war Reserveoffizier beim Königin Elisabeth Garde-Grenadier-Regiment Nr. 3 und verfasste zahlreiche Bücher zu militär- und versicherungsrechtlichen Themen.
1914 beteiligte er sich an der Erklärung der Hochschullehrer des Deutschen Reiches, die den deutschen Kriegseintritt in den Ersten Weltkrieg rechtfertigte. Von 1914 bis 1918 kämpfte er auch im Ersten Weltkrieg. Als Major der Reserve kehrte er mit dem Eisernen Kreuz 2. Klasse zurück.
Er heiratete am 2. Oktober 1885 auf Behrenhoff Hedda von Behr (* 1866), Tochter von Carl von Behr. Die älteste Tochter des Paares, Carola (1888–1924), heiratete den Gutsbesitzer und Offizier (Major a. D.) Hans Julius Malte Magnus von Bonin (1876–1951); sie hatten zwei Töchter. Die zweitälteste Tochter von Hugo und Hedda von Marck, Ursula (1891–1945), heiratete den Offizier (zuletzt Oberst) Günther Gustav Adolf von Dewitz (1895–1959, Nr. 749 der Geschlechtszählung). Die jüngere Tochter Hedda Maria Elisabeth (* 1895), studierte Staatswissenschaften in Greifswald, wurde hier 1920 promoviert, und heiratete den Juristen Siegfried Holzer aus einer Freisinger jüdischen Familie. 1938 flüchtete das Ehepaar nach Frankreich, woraufhin es 1941 ausgebürgert und Hedda Holzer der Doktortitel entzogen wurde. Beide kamen, nachdem sie beim Versuch, aus Frankreich zu fliehen, gefasst worden waren, 1942 im KZ Auschwitz um. In Freising erinnert ein Stolperstein an sie.

## Auszeichnungen
- Roter Adlerorden 4. Klasse[9]
- Preußische Landwehr-Dienstauszeichnung 1. Klasse
- Eisernes Kreuz 2. Klasse

## Schriften
- Die Staatsanwaltschaft bei den Land- und Amtsgerichten in Preußen. Berlin 1884.

2. Auflage, zusammen mit Alfred Kloß: Die Staatsanwaltschaft bei den Land- und Amtsgerichten in Preußen: Form und Inhalt der Amtshandlungen der Staatsanwaltschaft nach Reichs- und Landesrecht, mit den einschlägigen Bestimmungen im Wortlaut und mit Verfügungsentwürfen. 2., völlig umgearb., bis auf die Jetztzeit fortgeführte Auflage, Berlin: Heymann 1903.
3. Auflage: Berlin 1913.
- Die öffentlichen Rechtsverhältnisse auf dem Lande in den sieben östlichen preußischen Provinzen auf Grund der neuen Landgemeindeordnung gemeinverständlich und übersichtlich dargestellt. Berlin: Trautvetter [1891] (Digitalisat).
- Wegweiser durch das neue Einkommensteuergesetz vom 24. Juni 1891 mit Formularen und angehängtem Gesetzestexte. Berlin: Trautvetter [1891] (Digitalisat).
- Der Militär-Strafprozeß in Deutschland und seine Reform. 2 Bände Berlin 1893/95.
- Das Bayerische oberste Militärgericht: begründet die Sonderrechtsstellung Bayerns dessen Anspruch auf ein eigenes oberstes Gericht im deutschen Militärstrafprozeß? Ein Gutachten. Berlin: Mittler 1897 (Digitalisat).
- Kritische Betrachtungen zur Militärstrafprozeßvorlage. Berlin 1898.
- Landwirtschaftliche Streikversicherung. Berlin 1921.